# Elizabeth Monroe Boggs
Elizabeth Monroe Boggs, geborene Monroe (* 5. April 1913 in Cleveland, Ohio; † 27. Januar 1996) war eine US-amerikanische Chemikerin und Aktivistin für geistig behinderte Kinder.
Sie studierte an der Concord Academy und am Bryn Mawr College (unter anderem Mathematik), wo sie 1935 summa cum laude ihren Abschluss machte. Sie war die einzige Studentin der Mathematikerin Emmy Noether, die vor Noethers frühem Tod 1935 bei ihr am Bryn Mawr College studiert hatte.1939 wurde sie an der University of Cambridge bei John Lennard-Jones in theoretischer Chemie promoviert. Danach ging sie an das Labor für Physikalische Chemie der Cornell University zu John G. Kirkwood. Im Zweiten Weltkrieg arbeitete sie in der Forschung an Explosivstoffen in Los Alamos.
Sie veröffentlichte zunächst unter dem Namen Elizabeth Monroe. 1941 heiratete sie Fitzhugh Boggs (1911–1971) und veröffentlichte dann unter E. M. Boggs. Mit Kirkwood publizierte sie einige grundlegende Arbeiten zur Physikalischen Chemie und Statistischen Mechanik.
Nach der Geburt ihres Sohnes David 1945, der nach einer Infektion geistig behindert war, begann sie sich für die Belange von Menschen mit Entwicklungsstörungen zu engagieren. Sie war Gründerin und 1958 Präsidentin der National Association for Retarded Children (heute The A.R.C. of the United States) und war in entsprechenden Regierungskomitees in der Zeit der Präsidentschaft von John F. Kennedy. Sie arbeitete auch mit der UN zusammen als Hauptautorin von deren Erklärung zu den Rechten Geistig Behinderter. Mit Justin Dart war sie Leiterin einer Task Force zu diesen Fragen des US-Kongresses.
Sie erhielt zahlreiche Ehrungen, darunter den Kennedy International Award for Leadership, den Distinguished Public Service Award des US-Gesundheitsministeriums und den N. Neal Pike Preis.
Sie war Ehrenmitglied der American Association on Intellectual and Developmental Disabilities, der American Psychiatric Association und der American Academy of Pediatrics. Sie war Ehrendoktorin der University of Medicine and Dentistry in New Jersey (wo 1997 ihr zu Ehren das Elizabeth M. Boggs Center on Developmental Disabilities benannt wurde), des Kean College und der Ohio State University.